# David Linde
David Linde é um produtor e empresário estadunidense, atual CEO da Participant Media. Conhecido pela produção de Pulp Fiction, Mighty Aphrodite e The Constant Gardener (filme), foi indicado ao Oscar 2017 pela realização do filme Arrival, ao lado de Shawn Levy, Dan Levine e Aaron Ryder.

## Prêmios e indicações
- Pendente: Oscar de melhor filme, por Arrival;
- Indicado: BAFTA de melhor filme, por Arrival;[4]
- Indicado: Producers Guild of America Award, por Arrival.[5]